# Breitsol
Breitsol ist ein Weiler in der Gemeinde Bischbrunn im unterfränkischen Landkreis Main-Spessart in Bayern.
Der Weiler befindet sich auf dem Geiersberg (586 m) auf der Gemarkung Bischbrunner Forst. Hier steht der Sender Breitsol.

## Geschichte
Das heutige Breitsol, damals Breitsöl, war ein Hauptpunkt des Dreiecksnetzes während der bayerischen Landesvermessung. Hier stand „die 33,m5 hohe Pyramide  „Breitsöl“ auf dem Geyersberge bei Rohrbrunn im Spessart“ als Vermessungsturm für die Triangulation Bayerns. Die Pyramide stand westlich vom Bischbrunner Ort Breitsol im Rohrbrunner Forst, etwa 60 Meter westlich des Wirtschaftswegs. Ihre damalige Position  ist identisch mit dem in den Topographischen Karten angegebenen Trigonometrischen Punkt.